# Apanteles lavignei
Apanteles lavignei är en stekelart som beskrevs av Blanchard 1959. Apanteles lavignei ingår i släktet Apanteles och familjen bracksteklar. Inga underarter finns listade i Catalogue of Life.